# 洋垃圾
洋垃圾，是指经由外國進口的固體廢物，进口时可能通过行賄取得入口批文、經走私渠道或者水客偷運等手段。

## 概况
洋垃圾種類包括廢舊電子物料、廢棄塑料、二手服裝、廚餘、醫療廢棄物、工業廢料及放射性廢料等，進口地多數是第三世界國家或鄉鎮，出口地則多數是第一世界。
富裕的发达国家，如美国、加拿大、日本等国，把垃圾出口到其他国家，为发展中国家提供少量工作岗位，但主要原因是本国法律对焚烧或填埋的约束以保证本国居民的健康，垃圾通过自然资源→产品→再生资源的模式，可以获得一定的利润，物料资源也可以得到充分合理的利用。经过计算，运输垃圾至其他国家的总营运成本可能比出口国本身回收更便宜，进口国家的相关业界也可以从中赚取可观的利润。然而，洋垃圾一般會對進口地造成较为严重的環境污染，也正因此，部分国家已经禁止洋垃圾进口

## 事件
2017年至2018年，進口到東南亞等國家的垃圾爆增導致非法棄置和公開焚燒行業冒出，導致水源遭到污染、農作物死亡，還造成人類呼吸道疾病增加。
2019年4月，全球焚化爐替代方案聯盟（GAIA）和綠色和平東亞分部公布報告，全球前5大洋垃圾進口國家為馬來西亞、泰國、越南、中国均为贫穷不发达国家，人均GDP位列世界标准以下。其中中国排名第65紧随墨西哥之后。

### 中華人民共和國
2018年，中華人民共和國自1月1日起禁止進口24種固體廢物，包括塑料和紙製品垃圾。禁令使多國面臨回收物處理危機。全球可回收的洋垃圾被送到其他規範寬松的國家非法棄置、掩埋或焚燒，東南亞國家首當其衝。2021年1月1日起，中華人民共和國全面禁止固體廢物進口。

### 菲律賓
自2013年起，加拿大共将大约103个集装箱的洋垃圾非法倾倒至菲律宾。
加拿大错称集装箱内是可回收材料，菲律宾海关发现集装箱内装载是生活垃圾、厨房垃圾、塑料袋以及成人尿布。菲律宾指责加拿大违反《巴塞尔公约》，要求加拿大运回洋垃圾，但始终未见加方有任何动静。2019年4月，菲律宾总统杜特尔特宣布将5月15日设为最后期限。由于加拿大未能按期运回垃圾，菲律宾外交部于5月16日宣布召回包括大使在内的多名菲驻加拿大外交官。菲律宾总统府表示，鉴于加拿大一再拖延的态度，菲方决定自行租用船只将这批垃圾送回加拿大。加方随后承诺在6月底前运走滞留垃圾，但遭到菲律宾拒绝，菲方坚持要自行遣返垃圾，并下令暂停所有菲律宾公务人员访问加拿大。加拿大最终同意将垃圾运回，并承担相应的费用。2019年6月29日，一艘载有从菲律宾运回的69箱垃圾的集装箱船停靠在加拿大西海岸的大温哥华地区。

### 馬來西亞
2018年，馬來西亞與泰國發起抗議，促使當局加強廢棄物管理與進口限制。2019年，馬來西亞當局將洋垃圾遣返回出口國，并嚴厲打擊本國違法進口商。

### 越南
2018年7月底，越南宣布暂停进口废塑料，停止发放新的垃圾进口许可证，并严厉打击非法进口废弃纸张、塑料、金属等行为。於是大量洋垃圾被轉移到印尼和印度等廢棄物買賣規範更寬松的國家。

## 相关法律体系
巴塞尔公约（Basel Convention）是一份控制有害废弃物越境转移的国际公约, 其旨在减少有害废弃物之产生，并避免跨国运送时造成的环境污染；提倡就地处理有害废弃物，以减少跨国运送；妥善管理有害废弃物之跨国运送，防止非法运送行为；提升有害废弃物处理技术，促进无害环境管理之国际共识。
《中華人民共和國刑法》第155條：私自將境外固體廢物運進中國境內，將視為走私罪。

## 引申含义
“洋垃圾”一词有时也被中国人用于形容定居中国却品行不端的外国人，或是在中国的外籍非法移民，也指利用国籍或種族诱骗当地女性性交（即所谓的“骗炮”）的男性侨民，尤其是白种那些。
而在电脑DIY组装爱好者的语境，“洋垃圾”也特指其他国家大型商业机构通过定期折旧淘汰出来但仍能正常使用的计算机零部件，通过较低的成本，经过筛选、搭配或改造这些中高端服务器计算机零部件甚至上面的芯片，也可以获得比当时市售计算机零部件更好的性能，所以也受到部分爱好者的追捧。